# Asterostroma andinum
Asterostroma andinum är en svampart som beskrevs av Pat. 1893. Asterostroma andinum ingår i släktet Asterostroma och familjen Lachnocladiaceae.   Inga underarter finns listade i Catalogue of Life.